# Thung lũng

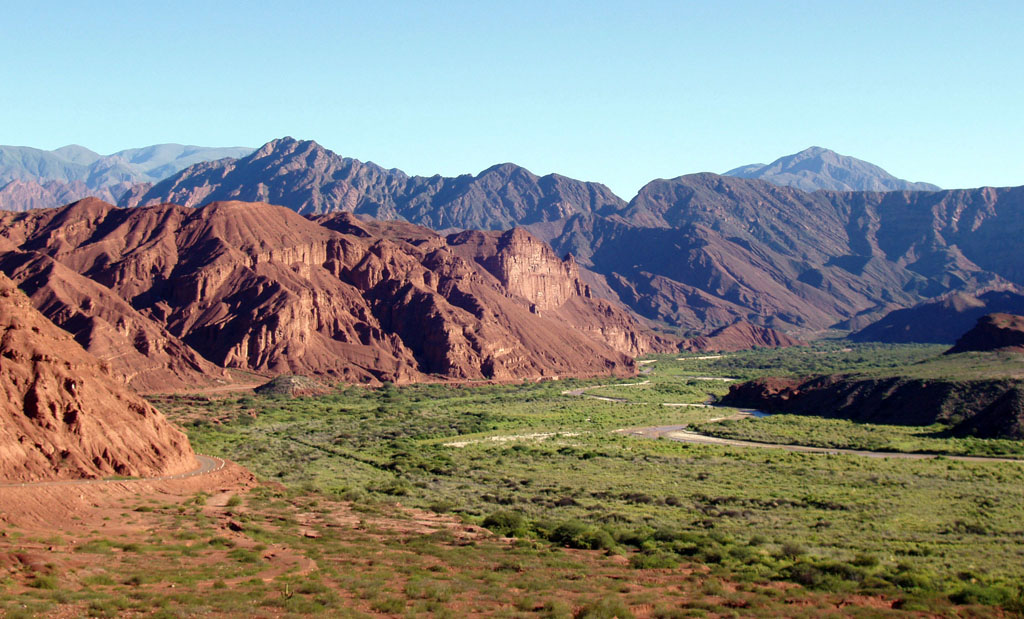
Thung lũng Calchaquí ở Argentina.

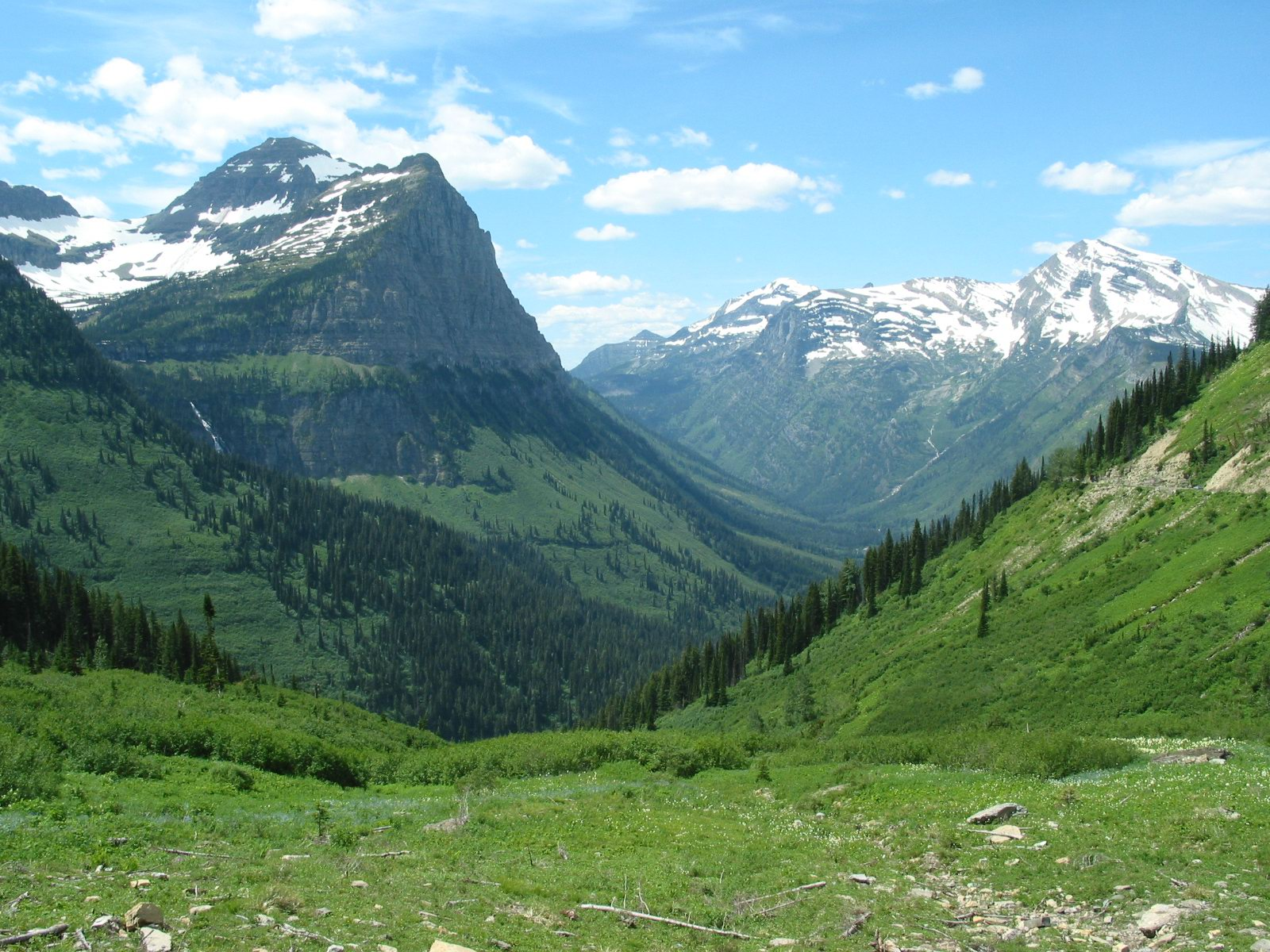
Hẻm núi hình chữ U ở vườn quốc gia Glacier, bang Montana, Hoa Kỳ.

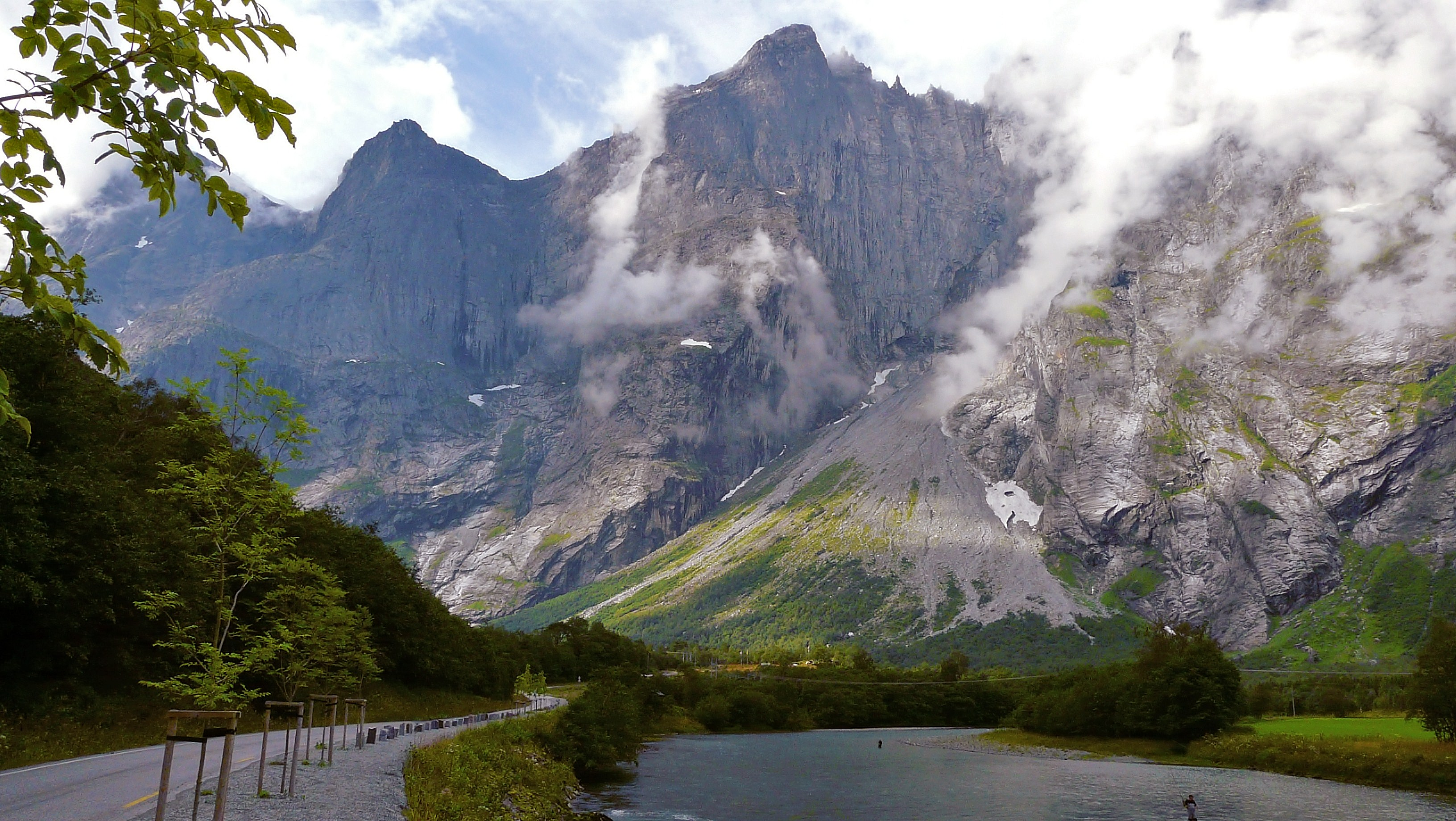
Hẻm núi Romsdalen ở Tây Na Uy có vách núi dốc gần như thẳng đứng.

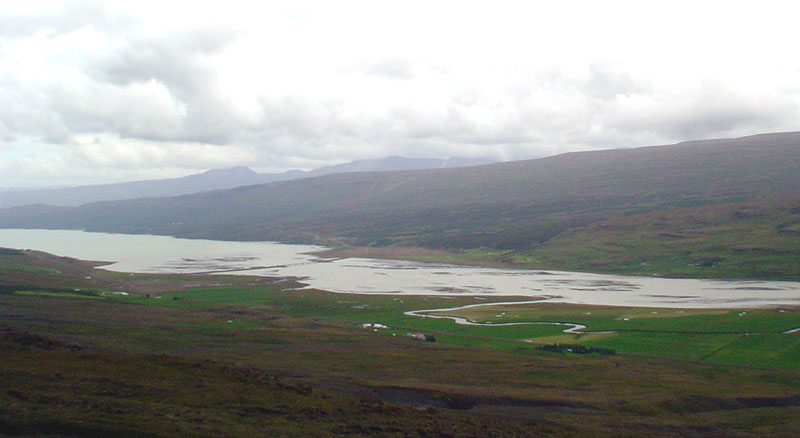
Lũng sông Fljótsdalur, nằm ở Đông Iceland.

Hẻm núi Frades ở bang Rio de Janeiro, Brasil.

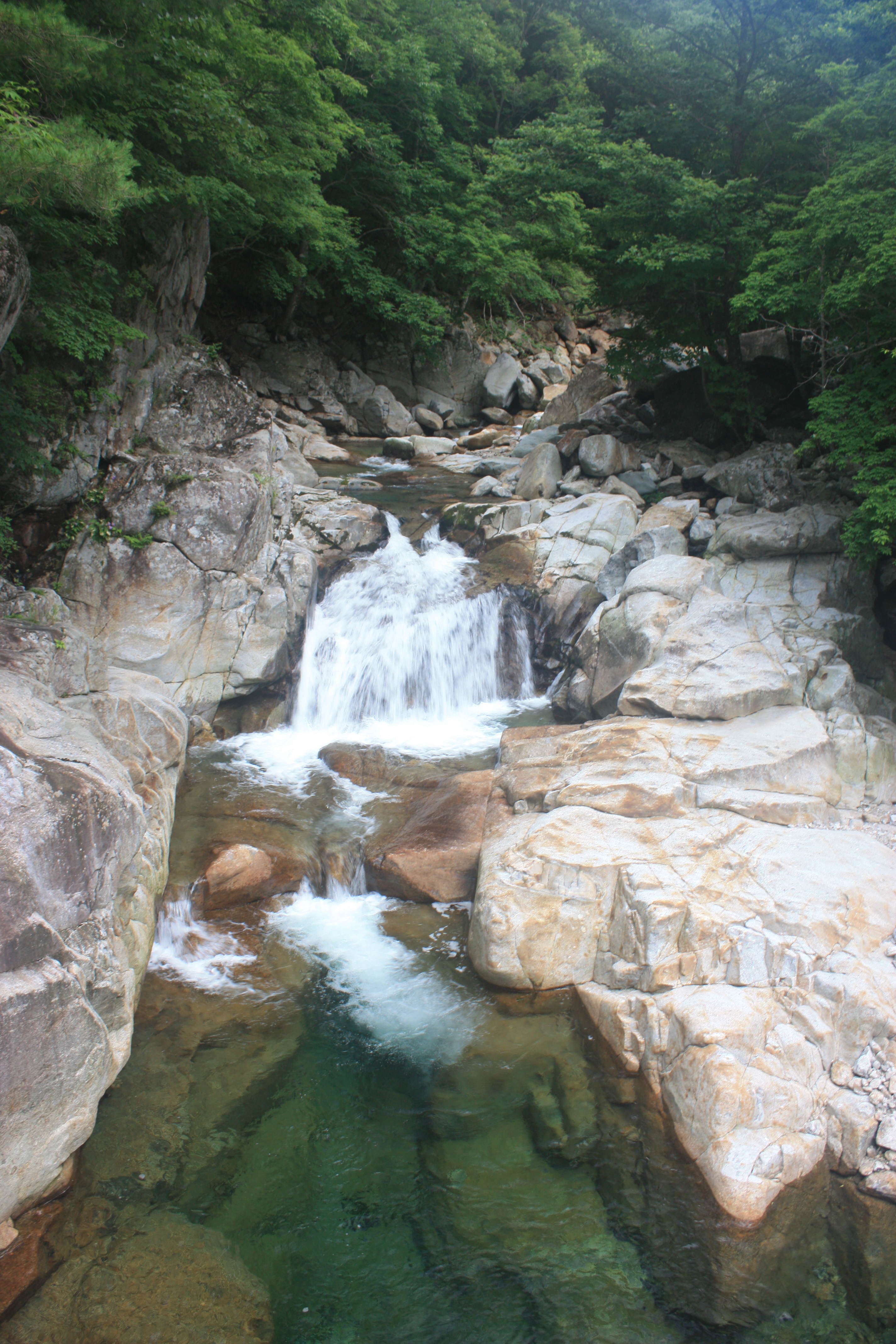
Khe suối Baemsagol ở vườn quốc gia Jirisan, Hàn Quốc.

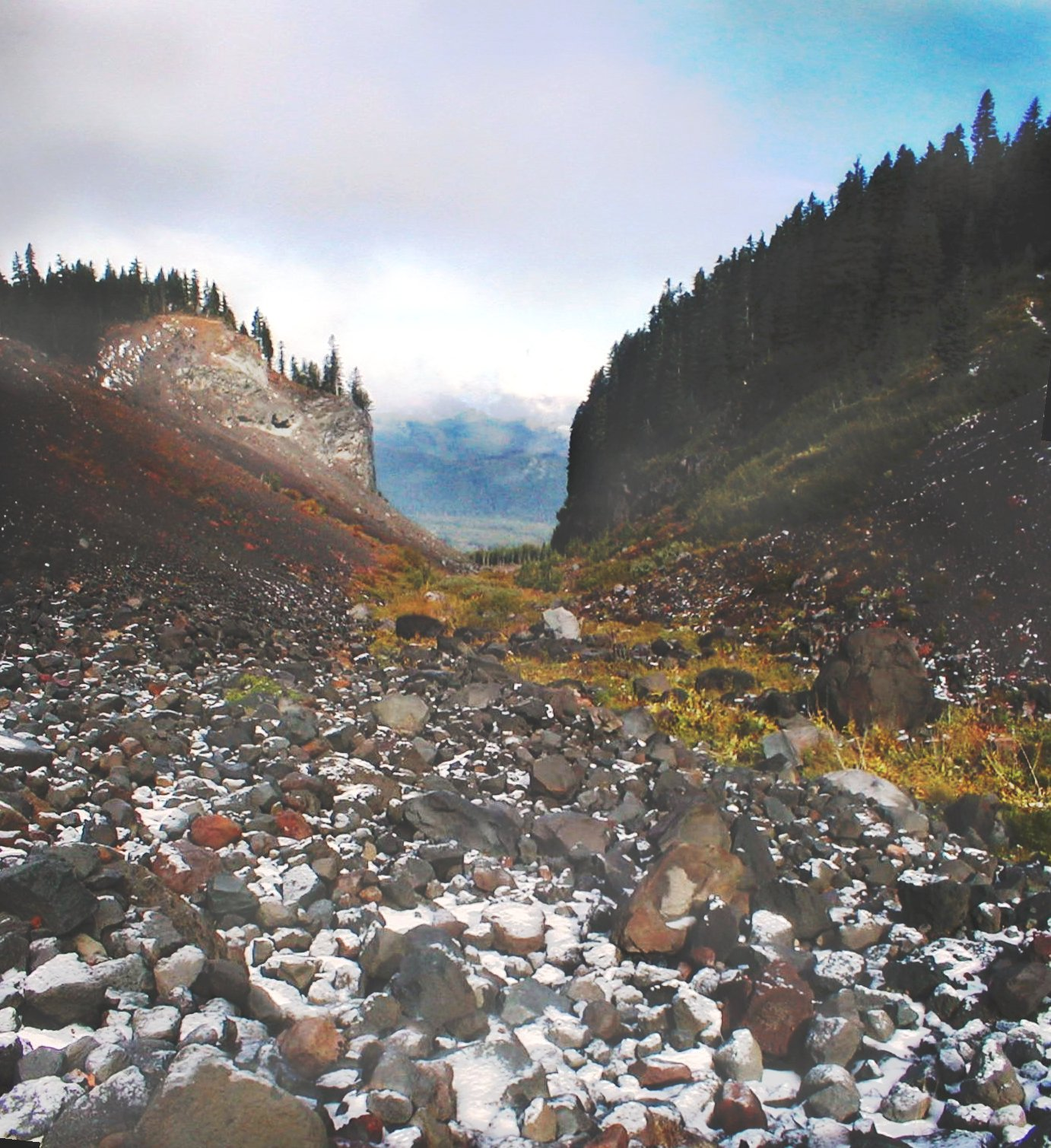
Thung lũng xói mòn băng ở Mount Hood Wilderness có hình chữ U đặc trưng, có mạt vụn của đá ở phần đáy và vai núi rộng.

Thung lũng, hoặc gọi là lũng, khe, là địa hình âm hẹp và dài do hai bên địa hình dương kẹp chặt và đứng đối mặt với nhau, thường có sự phát triển của chi lưu, dòng sông và hồ chằm, thung lũng dốc gần như thẳng đứng có khả năng có dòng bùn đá, ở trên bản đồ địa hình đường đẳng cao biểu hiện là một nhóm đường đẳng cao nhô ra hướng về phía chỗ cao.
Căn cứ nguyên nhân hình thành, thung lũng được chia thành hai loại lớn: thung lũng kiến tạo và thung lũng xói mòn. Thung lũng kiến tạo là thung lũng bị kiến tạo địa chất kiểm soát, nó phát triển dọc theo đường kiến tạo địa chất; thung lũng xói mòn do xói mòn thuỷ lực mà hình thành, thung lũng xói mòn không bị kiến tạo địa chất ảnh hưởng, nó có thể tuỳ ý cắt xuyên qua đường kiến tạo.

## Phân loại
Loại hình thung lũng thường thấy có:
- Lũng núi, hoặc gọi là sơn cốc, chỉ nguyên lúc đầu có hai con sông bị đường phân thuỷ ngăn cách, sau khi trải qua tranh đoạt sông, hình thành một dải thung lũng xuyên suốt.
- Khe suối, hoặc gọi là khê cốc, chỉ thung lũng nhỏ, hai bên là gò đồi hoặc đồi núi nhỏ, ở giữa là địa hình khe, suối hoặc dòng nước trong núi mà hình thành; địa hình loại này phân bố ở vùng đồi, vùng gò, khu vực gò đồi, núi thấp, phần lớn biểu hiện là sườn dốc của núi nhỏ. Thường dùng để miêu tả về địa hình có khu vực ở trong phạm vi nhỏ.
- Lũng sông, hà cốc, là địa hình trong đó hai bên do dãy núi hoặc núi lớn, ở giữa là dòng sông mà hình thành. Lũng sông phần lớn nằm ở gò đồi, vùng núi, địa hình lũng sông hình thành "đồng bằng lũng sông", địa thế của đồng bằng lũng sông khá bằng phẳng, dòng kênh rạch ở giữa bằng phẳng, thong thả.
- Hẻm núi, hoặc gọi là hạp cốc, hai bên do đỉnh núi dốc gần như thẳng đứng hoặc ven rìa dãy núi, cao nguyên mà hình thành. Căn cứ vào hình thái có thể chia nhỏ thành hẻm núi hình chữ V và hẻm núi hình chữ U.[3]
- Thung lũng xói mòn băng (glacial valley), hoặc gọi là thung lũng sông băng, chỉ tốc độ xói mòn băng ở dòng chính có tốc độ nhanh hơn chi lưu, hình thành chi lưu treo lơ lửng trên sườn dốc của dòng chính, làm lộ ra chi lưu chảy vào dòng chính bằng phương thức thác nước.
- Băng đẩu (cirque), hoặc gọi là khuyên cốc, là một loại vùng trũng có dạng sân khấu hình bán nguyệt hoặc dạng ghế tròn. Nham thạch ở ven rìa vết tích tuyết lâu năm, bộ phận lõm xuống của sườn núi sát gần đường băng tuyết vì tác dụng đóng băng và tan băng dồn dập thường xuyên cho nên sạt lở thành mạt vụn, vận tải đến chỗ thấp dưới tác dụng kết hợp của trọng lực và dòng chảy thẳng từ tuyết tan, khiến cho mặt sau của vết tích tuyết, bề mặt phía dưới của vết tuyết, thì dần dần xói mòn hạ thấp, trở thành vùng trũng do tuyết bào mòn. Sau khi quá trình tích tuyết diễn hoá thành băng sông băng, tác dụng khoét mòn của sông băng đối với mặt sàng thấp khiến cho vùng trũng càng thêm sâu, đồng thời ở phía trước tạo thành hố đá trái hướng sườn núi, và vách dốc đứng của mặt sau bị tác dụng khoét mòn của sông băng mà rút về sau, trở nên cao, từ đó hình thành băng đẩu.
- Thung lũng đứt gãy (fault valley), chỉ dưới tác dụng đứt gãy, hình thành một đường thung lũng song song với đường đứt gãy.

Căn cứ nguyên nhân hình thành, thung lũng được chia thành hai loại lớn: thung lũng kiến tạo và thung lũng xói mòn.

### Thung lũng kiến tạo
Thung lũng kiến tạo (strucural valley) là thung lũng bị kiến tạo địa chất kiểm soát, nó phát triển dọc theo đường kiến tạo địa chất, thí dụ như thung lũng nếp lõm, thung lũng đứt gãy,... đều thuộc về thung lũng kiến tạo. Thung lũng kiến tạo chia thành hai loại: một loại là dòng sông chảy vào trong vùng trũng do kiến tạo địa chất mà sinh thành, nước sông đào khoét ra thành lũng sông, loại lũng sông này gọi là thung lũng kiến tạo, thí dụ như thung lũng nếp lõm  và thung lũng tách giãn địa hào. Một loại khác là, dòng sông chảy dọc theo đới kiến tạo suy yếu, lũng sông hoàn toàn bị bản thân nước chảy bào mòn, loại lũng sông này gọi là thung lũng kiến tạo thích ứng, cũng gọi là thung lũng kiến tạo xói mòn, thí dụ như thung lũng đứt gãy, thung lũng nếp lồi , thung lũng đơn nghiêng,...

### Thung lũng xói mòn
Thung lũng xói mòn (erosional valley) là chỉ lũng sông bị dòng sông cắt xuống, phát triển dọc theo nền đất nguyên thuỷ của địa hình mà thành. Thung lũng xói mòn phát triển thành lũng sông thành hình thông thường chia làm ba giai đoạn: hẻm núi, thung lũng ngập lũ và lũng sông.

#### Hẻm núi
Hẻm núi (canyon hoặc gorge) là chỉ lũng núi có sườn thung lũng dốc gần như thẳng đứng, chiều sâu lớn hơn chiều rộng, căn cứ vào hình thái có thể chia nhỏ thành hẻm núi hình chữ V và hẻm núi hình chữ U. Nó thông thường phát triển ở đoạn đất có chuyển động kiến tạo nâng lên và sườn thung lũng do đá cứng (đá trầm tích, đá magma, đá biến chất,...) hợp thành, khi tốc độ nâng lên của mặt đất phối hợp nhịp nhàng với tác dụng bổ xuống, dễ dàng hình thành hẻm núi.
Hẻm núi Tam Hiệp sông Trường Giang là đoạn đất lí tưởng xây dựng móng đập và hồ chứa nước. Hẻm núi là lũng núi do bức vách cao chót vót vây quanh, thông thường do dòng sông xói mòn trong một khoảng thời gian dài mà hình thành.

#### Thung lũng ngập lũ
Thung lũng ngập lũ là do hẻm núi hình chữ V phát triển mà thành, mặt cắt ngang của hẻm núi có dạng hình hộp, sườn thung lũng thoai thoải, rìa thung lũng mở rộng, dòng nước ở thời kì nước bằng tập trung ở trong lòng sông, có bãi ngập lũ ở hai bên lòng sông, nó rộng hơn lòng sông từ vài lần đến vài chục lần, bề mặt bằng phẳng hoặc hơi có nhấp nhô. Bởi vì sự xói mòn bên của dòng sông gia tăng mãnh liệt, khiến cho hẻm núi mở rộng thêm, đồng thời hình thành dòng uốn khúc, tuỳ theo sự tiến triển của xói mòn bên mà bờ lõm liên tục không ngừng lùi về sau; tác dụng bồi tích ở bờ lồi khiến cho doi lưỡi liềm (point bar) không ngừng khuếch đại. Kết quả phát triển dòng uốn khúc (meander) khiến cho hẻm núi gia tăng bề rộng, bãi ngập lũ khuếch đại, hình thành thung lũng ngập lũ.

#### Lũng sông
Lũng sông (river valley) là khu vực hình máng do tác dụng địa chất của sông mà hình thành ở bề mặt Trái Đất. Nó được hình thành và phát triển dưới tác dụng xói mòn của nước sông: dòng nước mang theo xói mòn phù sa khiến cho thung lũng cắt xuống; xói mòn bên của dòng nước khiến cho sườn thung lũng lùi về sau khi bào mòn, bao gồm xói mòn tấm (sheet erosion), xói mòn rãnh (gully erosion) và sạt lở đồi núi ở trên sườn thung lũng; xói mòn hướng về nguồn/ xói mòn ngược dòng (headward erosion) khiến cho thung lũng kéo dài hướng lên trên, làm tăng độ dài thung lũng. Ba loại phương thức xói mòn này thông thường tiến hành cùng lúc, chỉ là ở thời gian và đoạn đất khác nhau thì chúng khác nhau. Sự phát triển của lũng sông bị khí hậu và kiến tạo ảnh hưởng.
Hình thái và cấu trúc của lũng sông hiện đại là kết quả trải qua tác dụng lâu dài của dòng nước, trên sơ sở nham thạch học và kiến tạo địa chất nhất định. Lũng sông phát triển hoàn chỉnh bao gồm ba bộ phận cấu tạo: đỉnh thung lũng, sườn thung lũng và đáy thung lũng, có nhiều loại tiểu đơn vị địa mạo như lòng sông, bãi ngập lũ và thềm sông. Chiếu theo quan hệ lũng sông và kiến tạo địa chất, chia thành: thung lũng nếp lồi (anticlinal valley), thung lũng nếp lõm (synclinal valley), thung lũng đơn nghiêng (monoclinal valley), thung lũng đứt gãy (fault valley), thung lũng dọc (longitudinal valley), thung lũng ngang (transverse valley), thung lũng lệch (insequent valley), v.v; chiếu theo hình dạng mặt cắt ngang của thung lũng, chia thành thung lũng hình chữ V và thung lũng hình chữ U. Hình thái và cấu trúc của lũng sông đều có liên quan mật thiết đối với việc xác định vị trí, hình thức kết cấu, bố trí đầu mối giao thông trọng yếu, phương pháp thi công và xử lí nền móng của công trình thuỷ lợi.
Từ mặt cắt ngang mà nhìn, có thể chia thành hai bộ phận: đáy thung lũng và sườn thung lũng. Đáy thung lũng bao gồm lòng sông, bãi ngập lũ; sườn thung lũng là sườn bờ của hai bên thung lũng, thường có sự phát triển của thềm sông. Chỗ giáp giới giữa sườn thung lũng và đáy thung lũng gọi là chân sườn thung lũng. Từ mắt cắt dọc mà nhìn, lũng sông vùng thượng du thì chật hẹp, nhiều thác, trung du mở rộng, phát triển bãi ngập lũ và thềm sông, hạ du có độ dốc lòng sông khá nhỏ, phần lớn hình thành hình thành dòng uốn cong và các sông nhánh, cửa sông hình thành tam giác châu hoặc tam giác vịnh - cửa sông hình dạng loa (ví dụ cửa sông Tiền Đường ở vịnh Hàng Châu, cửa sông La Plata ở Nam Mĩ). Dòng sông hình thành xói mòn trong quá trình chảy. Thời kì đầu, tác dụng xói mòn chủ yếu ở hạ du dòng sông, lũng sông liên tục gia tăng độ sâu và kéo dài. Sau khi đợi dòng nước bồi bằng (mặt cắt hình chữ V), dòng sông xói mòn vào bờ trũng, bồi tụ bờ lồi, khiến cho dòng sông càng thêm uốn cong. Cuối cùng hình thành dòng sông uốn khúc, ngoằn ngoèo.
Lũng sông do hỏm rãnh, khe núi phát triển mà thành. Giáng thuỷ của khí quyển, nước tan từ băng và tuyết tập hợp ở hỏm rãnh, khe núi, hình thành dòng nước ở hỏm rãnh, khe núi. Thuỷ lượng của dòng nước lớn, chảy nhanh, năng lượng tập trung. Bởi vì những đặc điểm này, cho nên chủ yếu xói mòn xuống và xói mòn hướng lên. Xói mòn xuống đến mức độ nhất định, cắt xuống đến tầng nước dưới đất, nước dưới đất trở thành nguồn cấp nước cho hỏm rãnh, khe núi. Khi dòng nước được nước dưới đất cung cấp ổng định, đến lúc này hỏm rãnh, khe núi trở thành thung lũng hình chữ V.

## Nguyên nhân hình thành các loại thung lũng

### Địa hào biến thành thung lũng
Địa hào biến thành thung lũng, cũng gọi là thung lũng ríp-tơ, lúc các mảng kiến tạo của Trái Đất tách giãn, đường khâu nối giữa hai mảng sẽ dần dần mở rộng (một năm khoảng vài centimet), đồng thời dần dần hình thành một vùng đất thấp (lowland), vùng đất thấp này sẽ dần dần mở rộng liên tục không ngừng, trở thành thung lũng. Ví dụ: Thung lũng tách giãn Lớn, bồn địa Biển Chết, bồn địa Quan Trung và hồ Crater.

### Nếp lồi biến thành thung lũng
Nếp lồi biến thành thung lũng, lúc mảng kiến tạo dồn ép và gấp nếp, sự nhô ra của nham tầng (rock formation) sẽ dần dần bị bào mòn. Nham tầng mềm (ví dụ như đá phiến sét) sẽ bị bào mòn nhanh hơn một chút so với đá cứng (ví dụ như đá hoa cương). Đá mềm ở phần lõi của nếp lồi rất giòn, dễ gãy, dễ bị ngoại lực bào mòn thành thung lũng. Ví dụ: bồn địa Elk, thung lũng Nittany.

### Nếp lõm biến thành thung lũng
Nếp lõm biến thành thung lũng, bởi vì sự dồn ép của các mảng kiến tạo, có một số rìa mảng sẽ xuất hiện cao thấp không bằng phẳng, khu vực thấp trở thành thung lũng nếp lõm. Ví dụ: bồn địa sông Powder, bồn địa Rainbow.

## Thung lũng điển hình

### Hẻm núi lớn Hoa Kỳ

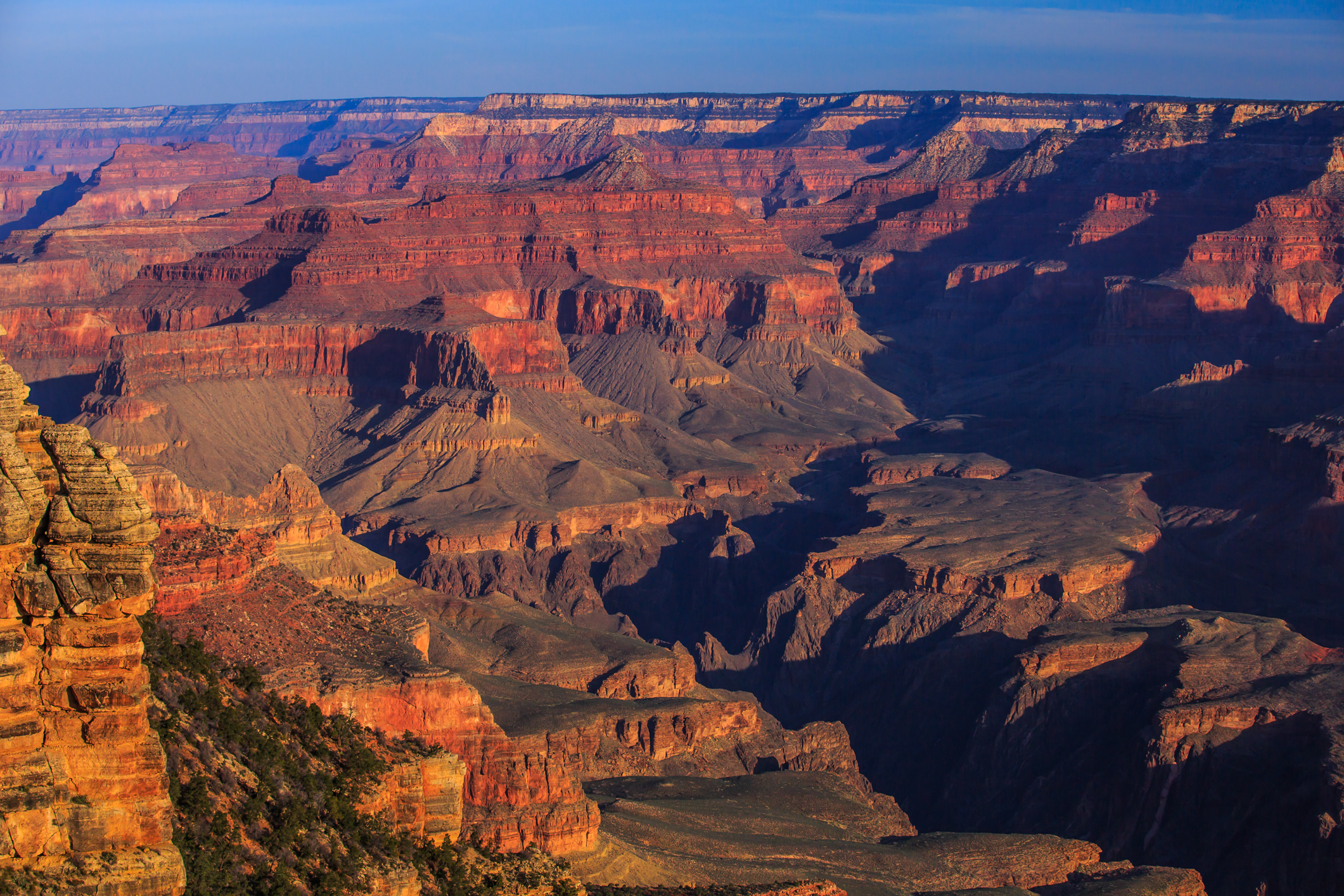
Hẻm núi lớn Colorado ở bang Arizona, Hoa Kỳ.

Hẻm núi lớn (chữ Anh: Grand Canyon), nằm trên cao nguyên Colorado ở trong bang Arizona, Hoa Kỳ, có sông Colorado từ giữa chảy qua. Là một kì quan nổi tiếng cả thế giới, bởi vì sông Colorado chảy xuyên trong đó, cho nên còn gọi là hẻm núi lớn Colorado. Nó là một trong những di sản thiên nhiên do Tổ chức Giáo dục, Khoa học và Văn hoá Liên Hợp Quốc bầu chọn cần được bảo vệ. Tổng chiều dài 446 kilômét, chỗ sâu nhất khoảng 1.800 mét, ước chừng cao khoảng 500 tầng lầu, chỗ rộng nhất 13 kilômét, ở trên hai vách núi của nó chạm khắc lịch sử phát triển Trái Đất - có khoảng 1/3 là lịch sử của sự vận động vỏ Trái Đất được ghi chép sâu sắc ở trên vách đá, những tảng đá ở đáy thung lũng đã trải qua sự biến thiên năm tháng khoảng 2 tỉ năm, bằng một nửa tuổi của Trái Đất.
Hẻm núi lớn Hoa Kỳ có hoá thạch sinh vật mang tính đại biểu của thời kì địa chất, cho nên có danh xưng là "sách giáo khoa lịch sử địa chất sống". Cao nguyên Colorado là "cao địa dạng bàn" điển hình, cũng gọi là "núi bàn", tức là núi có phần đỉnh bằng phẳng, mặt bên dốc dựng đứng. Loại địa hình này là do tác dụng bào mòn (bổ xuống và tách ra) mà hình thành. Vào thời kì bào mòn, nham tầng trong cao nguyên tương đối cứng chắc tạo thành mũ bảo hộ cho các khu vực giữa lũng sông, cho nên tác dụng xói mòn ở trong lũng sông hoạt động mạnh mẽ. Kết quả này đã tạo thành núi lớn kiểu mái nhà hoặc núi nhỏ hình dạng pháo đài.

### Hẻm núi lớn Yarlung Tsangpo

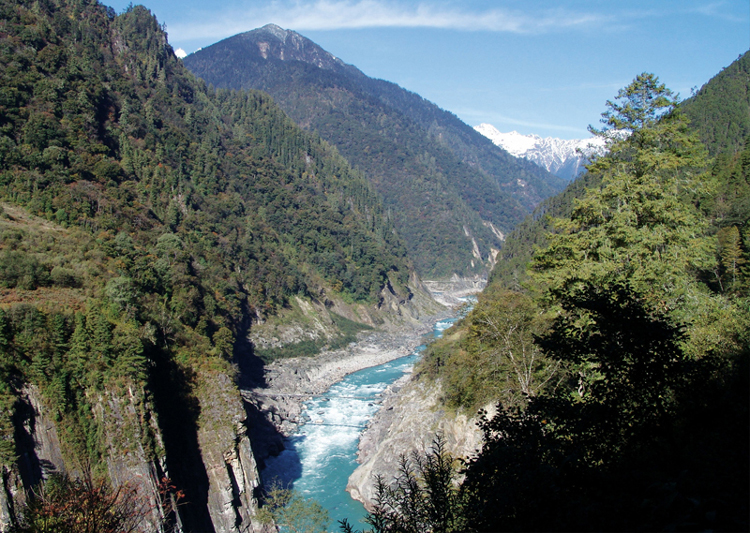
Hẻm núi lớn Yarlung Tsangpo ở Tây Tạng, Trung Quốc.

Hẻm núi lớn Yarlung Tsangpo là hẻm núi sâu nhất trên Trái Đất, có sông Yarlung Tsangpo từ giữa chảy qua, nằm ở huyện Mễ Lâm và huyện Mặc Thoát, thành phố Lâm Chi, Tây Tạng, Trung Quốc, sát gần huyện Upper Siang, bang Arunachal Pradesh, Ấn Độ, có tổng chiều dài 504,6 kilômét, chỗ sâu nhất 6.009 mét, độ sâu trung bình 2.268 mét, cũng là hẻm núi lớn nhất thế giới.
Có bốn nhóm thác nước lớn hiếm thấy ở trên lòng sông của hẻm núi trong vùng trung tâm của hẻm núi, nơi không có người ở, trong đó một số thác chính có mức nước chênh lệch của lòng sông so với mặt biển đều từ 30 - 50 mét. Hẻm núi có sẵn 9 đới tự nhiên thẳng đứng (altitudinal zonation) từ đới băng, tuyết ở núi cao cho đến rừng rậm nhiệt đới ở lũng sông thấp, đã tụ hợp nhiều loại tài nguyên sinh vật, bao gồm 2/3 loài thực vật bậc cao đã biết trên cao nguyên Thanh Tạng, 1/2 động vật có vú đã biết, 4/5 côn trùng đã biết, cùng với 3/5 macrofungi đã biết. Nó chia tách hàng rào đồi núi giữa cao nguyên Thanh Tạng và hơi nước ở Ấn Độ Dương qua lại với nhau, liên tục không ngừng vận chuyển hơi nước vào bên trong cao nguyên, khiến cho phía đông nam cao nguyên Thanh Tạng từ đó trở thành một thế giới xanh. Chỗ có địa thế cao và hiểm trở nhất, cốt lõi nhất trong hẻm núi lớn Yarlung Tsangpo là một đoạn sông từ Bạch Mã Cẩu Hùng đi xuống khoảng 100 kilômét, hẻm núi sâu thẳm tối tăm, dòng nước tung toé bọt sóng gào thét giận dữ, cho đến nay vẫn không có người có khả năng vượt qua, nó gian nan và nguy hiểm, bị gán biệt danh là "nơi bí mật cuối cùng của loài người". Bởi vì môi trường của hẻm núi lớn Yarlung Tsangpo ác liệt, tai hoạ thường xuyên, tạo thành rào cản và khoảng cách khiến cho mọi người rất khó vượt qua, sự lạc hậu và bế tắc của nó khiến cho huyện Mặc Thoát trở thành "hòn đảo cô lập" trên cao nguyên, chốn "bồng lai tiên cảnh" cách xa xã hội hiện đại có rất ít người đặt chân đến. Năm 1994, các nhà khoa học Trung Quốc tập hợp thành một đội khảo sát khoa học, tiến hành khảo sát khoa học đối với hẻm núi lớn Yarlung Tsangpo, thì mới vén mở một góc bức màn bí mật của hẻm núi lớn Yarlung Tsangpo.

### Hẻm núi lớn Mai Lí
Hẻm núi lớn Mai Lí sông Lan Thương, nằm ở Vườn quốc gia núi tuyết Mai Lí thuộc huyện Dêqên, Địch Khánh, Vân Nam, là hẻm núi lớn ở thượng nguồn sông Mê Kông, có sông Lan Thương từ giữa chảy qua. Phía bắc bắt đầu từ xã Phật Sơn, phía nam cho đến xã Yến Môn, dài 150 kilômét, nơi này là chỗ có chênh lệch độ cao lớn nhất ở tỉnh Vân Nam.
Mặt sông của hẻm núi có độ cao 2.006 mét so với mực nước biển, núi tuyết Mai Lí ở tả ngạn có đỉnh Kawagarbo cao 6.740 mét so với mực nước biển, núi tuyết Bạch Mã ở hữu ngạn có đỉnh Zhalaqueni cao đến 5.460 mét, chênh lệch độ cao lớn nhất của hẻm núi đạt 4.734 mét, khoảng cách mặt sườn núi tính từ mặt sông đến đỉnh núi là 14 kilômét, cứ mỗi kilômét trung bình tăng lên 337 mét, hẻm núi có một mặt sườn núi dốc gần như thẳng đứng.
Sông Lan Thương - thượng nguồn sông Mê Kông, sau khi từ Tây Tạng chảy vào hẻm núi Mai Lí, mặt sông bó hẹp, dòng nước chảy xiết, không có ai dám vượt qua, toàn bộ dựa vào zip line để qua sông.
Hẻm núi lớn Mai Lí sông Lan Thương không chỉ nổi tiếng về độ sâu và chiều dài, mà còn nổi tiếng về dòng nước chảy xiết. Mùa đông nước trong và chảy xiết, mùa hè nước đục và sóng vỗ mênh mông, lượng chảy mặt hằng năm của sông là 838 triệu mét khối. Chênh lệch độ rơi trong chiều dài 150 kilômét là 504 mét, gradient bỉ giáng là 3,4%, sóng dữ trên mặt sông chật hẹp đập vào bờ, tiếng nước như sấm, hoàn toàn hùng tráng, địa hình thung lũng dọc, núi cao dốc gần như thẳng đứng như vậy, thực sự hiếm thấy trên thế giới.
Năm 1974, cao tốc Vân Nam - Tây Tạng thông xe xuyên qua hẻm núi lớn Mai Lí, khi bạn đứng ở đèo hẹp của núi tuyết Bạch Mã cao 4.292 mét, cúi nhìn hẻm núi sâu thẳm hùng vĩ và nguy hiểm, nhìn ra xa đỉnh núi tuyết Mai Lí trong suốt và cao chót vót, thì mới chấn động trước phong cảnh sông núi hùng vĩ.

## Những thung lũng ngoài Trái Đất
Mặt Trăng của Trái Đất cũng như nhiều tiểu hành tinh, hành tinh khác trong hệ Mặt Trời đều có nhiều thung lũng. Nhất là những hành tinh có tầng khí quyển mỏng. Trên Mặt Trăng các thung lũng được tạo thành là do sự va chạm của các mảnh thiên thạch, hay do bị các sao chổi quét đuôi qua.
Thung lũng lớn nhất Hệ Mặt Trời là thung lũng Marineris (do Schiaparelli phát hiện đầu tiên vào năm 1877) nằm trên đường xích đạo của Sao Hoả. Đó là một hệ thống các hẻm núi khổng lồ, với kích thước lên tới 4.500 x 600 km.